# Helmut Moll
Pour les articles homonymes, voir Moll.
Helmut Moll (né le 2 juillet 1944 à Euskirchen) est un prêtre catholique, historien, hagiographe et démonologue allemand.
Il est notamment l'éditeur du Martyrologe allemand du XXe siècle et l'auteur d'un catalogue de référence sur les possessions démoniaques.

## Biographie
Moll grandit à Annaturmplatz à Euskirchen, ses parents sont enterrés à Euskirchen. Après avoir été diplômé du lycée Saint-Quirin de Neuss (de), il étudie l'histoire et la théologie catholique dans les universités de Bonn, Tübingen, Ratisbonne et Münster, ainsi qu'à Rome à l'Université grégorienne et à l'Institut biblique pontifical. En 1973, il obtient son diplôme à Ratisbonne auprès de Joseph Ratzinger avec la thèse Die Lehre von der Eucharistie als Opfer. Eine dogmengeschichtliche Untersuchung vom Neuen Testament bis Irenäus von Lyon. En 1976, il est ordonné prêtre pour l'archidiocèse de Cologne.
À l'instigation de l'évêque auxiliaire de l'époque Hubert Luthe (de) de Cologne, Moll devient l'officier diocésain de l'archidiocèse de Cologne en 1982, responsable des questions de doctrine religieuse. En 1983, lorsqu'il rencontre son directeur de thèse Joseph Ratzinger, qui est à la tête de la Congrégation pour la doctrine de la foi au Vatican depuis 1982, il lui demande de venir à la Curie romaine. De 1984 à 1995, Moll travaille dans le département d'enseignement de la Congrégation pour la doctrine de la foi à Rome. Entre autres choses, il s'occupe de l'évaluation de la théologie de la libération par les responsables de l'Église et examine des questions bioéthiques d'un point de vue théologique, telles que l'admissibilité de l'insémination artificielle ou le moment où la vie humaine commence. En 1993, il est également nommé Consulteur (de) de la Congrégation pour la Cause des Saints, pour laquelle il reste actif jusqu'à sa retraite en 2004.
En 1996, à la demande du cardinal de Cologne de l'époque, Joachim Meisner, qui est président de la commission de liturgie de la conférence épiscopale allemande depuis 1989, Moll obtient la direction à plein temps d'un bureau spécial chargé d'élaborer, à la demande de la Conférence épiscopale, le Martyrologe allemand du XXe siècle, un vaste répertoire de biographies de martyrs catholiques allemands et d'origine allemande, que Moll rassemble en collaboration avec des historiens et d'autres spécialistes des diocèses et communautés religieuses allemands. Le 18 novembre 1999, il remet la première édition, en compagnie du cardinal Karl Lehmann, président de la Conférence épiscopale allemande, au pape Jean-Paul II, qui a initié la documentation en 1994,. L'œuvre reçoit le prix Stephanus de la « Fondation Stephanus pour les chrétiens persécutés » en 2008. En septembre 2010, Moll peut remettre au pape Benoît XVI la cinquième édition, enrichie de nombreux noms,. Moll présente la sixième édition du Martyrologe au pape François le 15 avril 2015. Il remet également personnellement la septième édition de l'ouvrage au pape le 8 mai 2019.
En 1998, il devient responsable du procès de béatification et de canonisation de l'archidiocèse de Cologne. Moll accompagne, entre autres, le procès de béatification de Friedrich Joseph Haass, le "Saint Docteur de Moscou" de Münstereifel.
En 1994, Helmut Moll est investi dans l'Ordre des Chevaliers du Saint-Sépulcre. En 2004, Moll est nommé professeur honoraire d'exégèse et d'hagiographie à l'Académie Gustav-Siewerth (de) de Weilheim-Bierbronnen. Il fait partie du cercle d'étudiants de Joseph Ratzinger. Moll est membre du conseil consultatif scientifique de la société Görres depuis 2015.
Moll donne régulièrement des présentations et des conférences sur les exorcismes et est l'auteur d'un catalogue respecté de critères de possession, mais n'est pas lui-même nommé exorciste,,.

## Honneurs
- En 1995, il est nommé prélat honoraire pontifical (de) par le pape Jean-Paul II.
- Le 20 juillet 2017, Helmut Moll reçoit le prix August Benninghaus à Ankum. Le prix est décerné par le Cercle des Amis de P. August Benninghaus SJ, dédié à la mémoire du père jésuite August Benninghaus (de)[8],[9]

## Travaux
- Zeugen für Christus. Das deutsche Martyrologium des 20. Jahrhunderts. Hrsg. im Auftrag der Deutschen Bischofskonferenz, Schöningh, Paderborn u. a. 1999, 7., überarbeitete und aktualisierte Auflage 2019, 2 Bände,  (ISBN 978-3-506-78012-6).
- (de) „Wenn wir heute nicht unser Leben einsetzen …“ : Martyrer des Erzbistums Köln aus der Zeit des Nationalsozialismus. (préf. Joachim Meisner), Köln, Bildungswerk der Erzdiözese Köln, 2020, 8e éd. (1re éd. 1998) (ISBN 3-931739-09-0).
- „Weiße Rose“ – vor 60 Jahren zerschlagen (PEK-Skript). Presseamt des Erzbistums Köln, Köln 2003.
- (de) Die katholischen deutschen Martyrer des 20. Jahrhunderts. Ein Verzeichnis, Paderborn, Schöningh, 2005, 4e éd. (1re éd. 1999) (ISBN 3-506-75777-6).
- (de) Martyrium und Wahrheit. Zeugen Christi im 20. Jahrhundert, Weilheim-Bierbronnen, Gustav-Siewerth-Akademie, 2020, 7e éd. (1re éd. 2005) (ISBN 3-928273-74-4).
- (de) Dominus Verlag, Selige und heilige Ehepaare, Augsburg, 2020, 3e éd. (1re éd. 2016) (ISBN 978-3-940879-48-6).